# Betim Muço
Betim Muço (ur. 21 stycznia 1947 w Tiranie, zm. 15 stycznia 2015 w Rockville) – albański sejsmolog, pisarz i tłumacz, doktor nauk o Ziemi i środowisku.
Autor ponad 25 utworów poetyckich i prozatorskich, laureat kilku krajowych nagród literackich. Jako pierwszy przetłumaczył na język albański biografię noblistki Alice Munro oraz jej twórczość; dokonywał także przekładów twórczości Grahama Greene'a, Saula Bellowa, Yukio Mishimy, Rainera Marii Rilkego, Jamesa Joyce'a oraz Władimira Nabokowa.

## Życiorys
Ukończył studia fizyczne na Uniwersytecie Tirańskim, następnie specjalizował się w zakresie sejsmologii oraz uzyskał tytuł doktora nauk o Ziemi i środowisku.
W latach 1993–1997 pełnił funkcję Instytutu Sejsmologii w Tiranie. W 2001 roku przeprowadził się do Rockville, uczestniczył w licznych międzynarodowych konferencjach naukowych.

## Wybrane utwory[3]
- Rrugëve të atdheut (1967)
- Etyde (1972)
- Kokrra gruri (1978)
- Ditë që vështrojnë larg (1982)
- Ditëlindja e këngës (1983)
- Plumbi i germave (1986)
- Në udhën time (1988)
- Ëndrrat e fëmijëve (1989)
- Mall për njerëz (1989)
- Ekuinokset (1990)

## Prace naukowe
- Evidence for induced seismicity in the vicinity of Fierza reservoir, Northern Albania (1991)
- Periodic features of seismic activity in Albania (1993)
- Twenty Years Seismic Monitoring of Induced Seismicity in Northern Albania (1998)
- Seismicity of the Adriatic Microplate and a Possile Triggering: Geodynamic Implication (2006)
- The atmospheric water as a triggering factor for earthquakes in the central Virginia seismic zone (2014)

## Życie prywatne
Był żonaty, miał dwie córki i syna.